# Tukotuko południowy
Tukotuko południowy (Ctenomys australis) – gatunek gryzonia z rodziny tukotukowatych (Ctenomyidae). Występuje w Ameryce Południowej, gdzie odgrywa ważną rolę ekologiczną. Siedliska tukotuko południowego położone są na terenach argentyńskiej prowincji Buenos Aires. Międzynarodowa Unia Ochrony Przyrody (IUCN) wymienia ten gatunek w Czerwonej księdze gatunków zagrożonych jako gatunek zagrożony.